# Castillo de Knutstorp

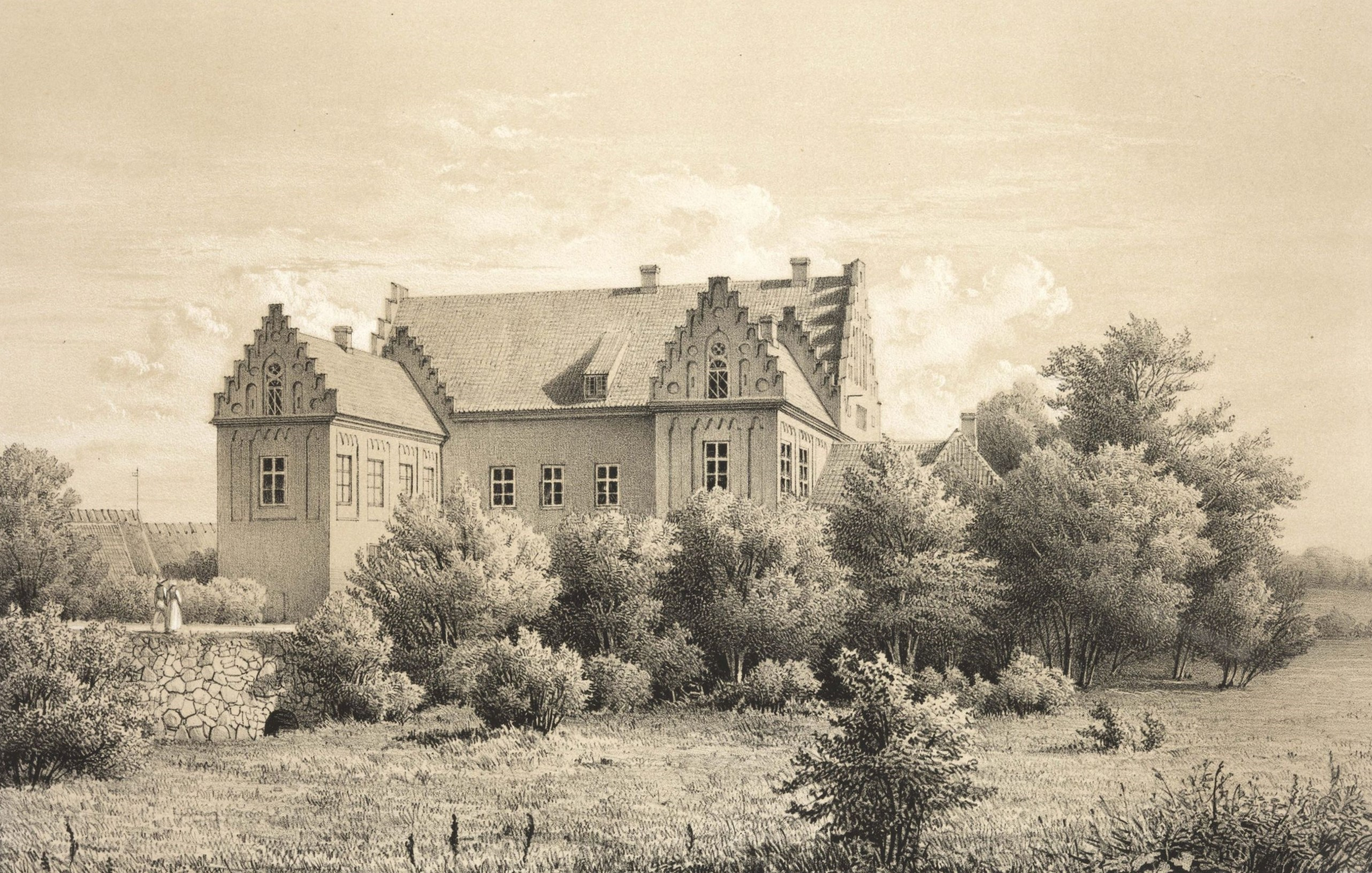
Castillo de Knutstorp (1852-1863)

El castillo de Knutstorp (en sueco: Knutstorps slott, en danés: Knudstrup borg) es un castillo de Suecia que se encuentra en el municipio de Svalöv, en la provincia de Escania. Fue construido en el siglo XVI por Otte Brahe, padre del famoso astrónomo Tycho Brahe, y es el lugar donde nació este el 14 de diciembre de 1546, época en la que el lugar formaba parte de Dinamarca.

## Historia
Knutstorp es un dominio señorial formado en el siglo XVI. Las tierras, de propietarios daneses, pertenecieron a la familia Brahe hasta 1663. Después pasó a manos de la familia Thott y luego a la familia de los barones de Ankarstierna. El castillo fue adquirido por el conde Fredrik Georg Hans Karl Wachtmeister en 1771, cuyos descendientes son los propietarios hasta nuestros días. El conde Claes Adam Wachtmeister y su esposa, nacida Amélie von Wrangel, construyeron un jardín inglés en 1830 y contrataron al arquitecto Carl Georg Brunius para remodelar el castillo, que ha sido restaurado tras los incendios sufridos en 1678 y 1956, 